# Bernard Gorceix
Pour les articles homonymes, voir Gorceix.
Bernard Gorceix, né le 28 octobre 1937 à Poitiers et mort le 15 novembre 1984 à Saint-Germain-en-Laye est un historien de la philosophie, de la mystique et de la théosophie, et germaniste français.

## Biographie

### Famille
Né à Poitiers, en 1937, dans une famille originaire du sud-est de la Haute-Vienne, essentiellement de la ville et du pays de Saint-Léonard-de-Noblat. Elle est alliée[réf. souhaitée] à la famille du célèbre savant : Louis-Joseph Gay-Lussac. Son frère, Paul Gorceix (1930-2007), est membre de l'Académie royale de Belgique, son grand-oncle, Claude-Henri Gorceix (1842-1919), est le fondateur de l'École des mines du Brésil à Ouro Preto.

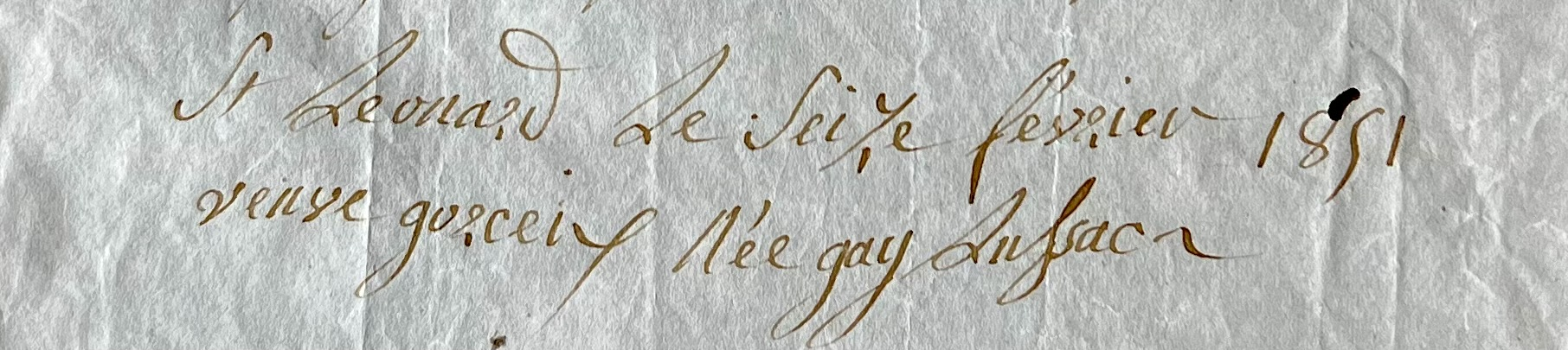
Marguerite Gay-Lussac veuve Jean-Baptiste Gorceix en 1844

Il épouse, à Bielefeld, le 19 juillet 1963, Swantje Schaschke (1939-1984), fille d'un héros allemand de l'aviation, abattu sur le front russe en 1941 : Gerhard Schaschke (1911-1941) descendant naturel des "Freiherren von Gayl" et descendante, par sa mère, de conseillers officiels à la cour impériale allemande : Adolph Friedrich Riedel (1809-1872) et Richard Paul Riedel (1838-1916). A Halle, en Allemagne, ce dernier construit une villa néo-Renaissance, aujourd'hui, Institut Max Planck, qui porte le nom de Villa Riedel. Ils ont deux enfants.

### Carrière
Bernard Gorceix est admis en 1957, à l'École normale supérieure de la rue d'Ulm, après Claude-Henri en 1863 et Paul Gorceix (1889-1914) en 1910. Lecteur à l'Université de Goettingue de 1958 à 1959, il collabora comme traducteur à l'élaboration de Emblemata, ce qui était une excellente préparation à ses études sur l'époque baroque.
Après l'agrégation (1961), il enseigna l'allemand à l'École militaire d'Autun, puis au lycée de Troyes avant d'être nommé professeur associé à l'Université de Mayence-Germersheim, poste qu'il occupa de 1964 à 1973, année où il fut nommé à l'Université de Lille III ; depuis 1976, il était professeur de littérature et civilisation allemandes à l'université Paris X - Nanterre.

## Œuvres
Élève d'Eugène Susini, il consacra ses recherches surtout à l'exploration de la théosophie et de la mystique allemandes du XVIIe siècle. Après avoir traduit et commenté les trois grands écrits rosicruciens de Johann Valentin Andreae, Fama fraternitatis (1614), Confessio fraternitatis (1615) et Chymische Hochzeit Christiani Rosenkreutz (1616), qui étaient "La Bible des Roses-Croix", il étudia, dans sa thèse d'État, soutenue en 1971, La mystique de Valentin Weigel. En replaçant la vie de ce pasteur saxon dans son contexte historique et géographique, il montra que celui-ci s'opposait aussi bien au siècle qu'au dogmatisme de l'orthodoxie luthérienne ; puis B. Gorceix analyse la méthode de Weigel, fondée sur l'analogie et le principe de la double lumière, de la nature et de la grâce, et explique les différents aspects de la théologie mystique du pasteur saxon qui se situe au confluent de la mystique rhéno-flamande et de la tradition de Paracelse. À l'encontre de ce dernier, désireux d'expliquer la totalité du monde, visible et invisible, Weigel mettait l'accent sur le monde intérieur, réceptacle du Verbe divin, car il estimait que la connaissance ne venait pas du monde extérieur, qu'elle n'était qu'intérieure. Comme le rappelle B. Gorceix, cette pensée a trouvé un grand écho outre-Rhin, influençant notamment J. Arndt, J. Böhme et même Leibniz. Après avoir étudié ainsi " les origines de la théosophie allemande " il consacra, en 1975, un ouvrage à un autre représentant de la spiritualité baroque, le Bavarois Johann Georg Gichtel, qui avait fait des études de théologie et de droit à l'université de Strasbourg et qui en 1668, finit par s'établir à Amsterdam, où il fonda la Communauté des frères des anges.
Après avoir retracé la vie et présenté Theosophia pratica et Une brève révélation et instruction, B. Gorceix analyse la doctrine ascétique de ce " théosophe d'Amsterdam " qui, lui aussi, s'intéressait moins au monde extérieur qu'à l'introspection et qui accordait une place de choix à l'Adam androgyne et à la Sophia divine, censée garantir la régénération, thèmes qui ont retrouvé une importance nouvelle avec Novalis et la philosophie romantique. Mais Gichtel fut aussi un maillon important de la théosophie allemande dans la mesure où, le premier, il édita les œuvres de Jakob Böhme.
Avec Flambée et Agonie, qui parut en 1977, B. Gorceix présenta une belle synthèse de ce qu'il considérait comme le troisième sommet de la mystique germanique. Consacré à six auteurs mystiques du XVIIe siècle, Daniel Czepko von Reigersfeld, poète baroque longtemps méconnu, le jésuite F. Spee, la poétesse autrichienne protestante Catharina Regina von Greiffenberg, le poète chiliaste[Quoi ?] Quirinus Kuhlmann, le poète silésien Johannes Scheffler, plus connu sous le nom d'Angelus Silesius, et J.C. Gichtel, - cet ouvrage analyse les causes de la flambée mystique de XVIIe siècle, qui se nourrissait de Weigel et de J. Böhme, mais renouait aussi avec Tauler, Suso, Maître Eckhart et la tradition rhéno-flamande. Dans l'Empire déchiré par la guerre de Trente Ans, la mystique offrait un refuge à ces auteurs qui s'opposaient au dogmatisme et aux institutions des Églises et qui voulaient rétablir un rapport authentique et personnel avec Dieu. Si de ce fait, comme le montre bien B. Gorceix, la mystique du XVIIe siècle était l'expression d'un subjectivisme affirmé, elle n'accordait pas moins une place nouvelle à la nature et par là préparait la voie au romantisme qui en fut également l'héritier.
Remontant dans le temps, B. Gorceix traduisit et commenta Le Livre des œuvres divines de Hildegarde de Bingen, la visionnaire bénédictine rhénane du XIIe siècle et présenta, en 1984, une étude sur les Amis de Dieu au siècle de Maître Eckhart, ce groupe laïc qui, après 1350, rêvait de renouveau spirituel sous l'égide d'un chef charismatique, l'Ami de Dieu du Haut Pays. À l'encontre de leurs aînés, qui avaient encore essaimé dans le sillage de Maître Eckhart, de Tauler et de Suso, les Amis de Dieu, groupés surtout autour du banquier strasbourgeois Rulman Merswin, affirmaient ne plus avoir besoin des clercs. Ils conjuguaient l'anti-papisme avec un certain anti-intellectualisme. B. Gorceix fait bien ressortir comment ces illuminés qui avaient été déçus par l'Église et par le pouvoir, jugés tous deux décadents et inopérants en cette période de crise, de peste noire, et qui croyaient que, par des rêves et des visions, Dieu leur faisaient connaître ses lois, voulaient aussi illuminer leurs frères.
En soulignant l'originalité de leurs revendications de laïcs en matière spirituelle et de leur stratégie associative, B. Gorceix comble une lacune car, bien que les documents sur les Amis de Dieu ne manquent pas, ils n'avaient encore guère été étudiés de près.
À 47 ans, B. Gorceix avait ainsi déjà derrière lui une œuvre importante, comme il ressort aussi de la rétrospective que, dès 1979, A. Faivre avait donné de ses travaux dans la Revue de l'Histoire des Religions. Si l'on ajoute que B. Gorceix a en outre publié différents articles, consacrés à des auteurs, des genres et des thèmes théosophiques et mystiques du XVIe au XVIIIe siècle ou à la poésie allemande contemporaine et que notre liste est loin d'être complète.

## Publications
- Handbuch zur Sinnbildkunst des 16. und. 17. Jahrhunderts, hg.v. A. Henkel u. A. Schöne. 1967.
- La Bible des Rose-Croix, Paris, Presses universitaires de France, Hier, 1970. Traduction de l'allemand et commentaire des trois premiers écrits rosicruciens (1614, 1615, 1616) ; rééd. P.U.F., « Quadrige », 1998, 2010.  (ISBN 2-13-047634-1 et 978-2130577041)
- La Mystique de Valentin Weigel (1533-1588) et les origines de la théosophie allemande, Lille, Service de reproduction des thèses de l'université, 1972.
- Œuvres médicales, Paracelse. P.U.F. Paris 1968.
- Johann Georg Gichtel, théosophe d'Amsterdam, Lausanne et Paris, L'Âge d'Homme, « Delphica », 1974.
- Flambée et Agonie, Mystiques du XVIIe siècle allemand. éd. Présence, Sisteron, 1977.
- La christologie de Caspar Schwenckfeld. In : Revue d'Histoire et de Philosophie Religieuses, no 2, 1978, p. 217 et sq.
- Mystique et théâtre au XVIIe siècle en Allemagne : " La comédie spirituelle des Noces du Christ et de l'âme" de Ch. Knorr von Rosenroth. In : Revue de l'Histoire des Religions, 89e année, 1970, p. 180 sq. Et : L'utopie en Allemagne au XVIe et au début du XVIIe siècle. In : Études germaniques, 1975, I, p. 14 sq.
- Alchimie et littérature au XVIIe siècle en Allemagne. In : Études Germaniques, 1971, 1, p. 18 sq. ; L'Ange en Allemagne au XVIIe siècle, J. Böhme et J. Scheffer. In : Recherches Germaniques, 7, 1977, p. 3 sq. ; Allegorie oder Symbol in des Sprache der deutschen Mystik des 17. Jahrhunderts. In : Études Germaniques, 1978, 4, p. 394 sq. ; La mélancolie aux XVIe et XVIIe siècles. Paracelse et J. Böhme. In : Recherches Germaniques, 9, 1979, p. 18 sq.
- Les Épîtres Théosophiques. J. Böhme. Traduit et présenté par Bernard Gorceix. Paris, éditions du Rocher, Collection Gnose 1979.
- Alchimie, Paris, Fayard collection L'espace intérieur, 1980.
- Le livre des Œuvres Divine (Visions), Hildegarde de Bingen, Présentation et traduction, Paris, Albin Michel, Coll.Spiritualités vivantes, 1982.
- L'aurore à son lever. Présentation et traduction. Arma Artis, 1982.
- 40 questions. Traduction L.C. de Saint-Martin, épilogue de Bernard Gorceix. Arma Artis, 1984.
- Aspects du lyrisme allemand. In : Revue d'Allemagne, 1973, 3, p. 926 sq. ; Un des représentants de la "poésie pure" dans l'Allemagne d'aujourd'hui : le Westphalien Ernst Meier. In : Revue d'Allemagne, 1976, 3, p. 601 sq. ; Le Poète, la mort et l'espoir. À propos du dernier recueil de Peter Huchel : Die neunte Stunde. In : Recherches germaniques, 14, 1984, p. 145 sq.
- Amis de Dieu en Allemagne au siècle de Maître Eckhart, Paris, Albin Michel, « Spiritualités vivantes. Série Christianisme », 1984.
- La mystique de Valentin Weigel et les origines de la théosophie allemande, 1533-1588, La Bégude de Mazenc, Arma Artis, 2014 (reproduction de la thèse universitaire)